# Ch'anqa de conejo
La ch'anqa de conejo est un plat traditionnel bolivien, consommé principalement dans le département de Cochabamba et dans la région de la vallée bolivienne. Son principal ingrédient est le cochon d'Inde étuvé aux herbes, accompagné de pommes de terre, de fèves, d'oignons verts et de llajwa de locoto, une sauce traditionnelle épicée.

## Étymologie
Dans l'expression écrite, différentes orthographes sont utilisées pour le nom du plat : ch'anqa, ch'anka, chanq'a, chanka ou chanqa. Selon le dictionnaire virtuel quechua Runasimi, le substantif chanqa a les significations suivantes : soupe de pommes de terre aux abats ; bouillon épicé avec morceaux de viande ; bouillon de poulet avec oignons. Cette dernière signification décrit en partie l'ensemble des chanq'as des viandes de lapin et de poulet. L'adjectif chanqa signifie quelque chose à moitié moulu, à moitié pilé.
Le même dictionnaire enregistre le mot chanka (nom), qui désigne, d'une part, la patte, le mollet, la cuisse ou la hanche d'un animal et, d'autre part, un ravin ou un rocher. Le premier groupe de significations peut être lié à la plupart des proies utilisées pour le chanq'a du lapin : ses pattes, ou ses extrémités supérieures et inférieures.

## Histoire
Dans l'Antología de la gastronomía boliviana, l'historienne Beatriz Rossells souligne que trois sources principales sont utilisées pour connaître les caractéristiques de l'alimentation à l'époque préhispanique : les écrits des chroniqueurs, les livres et articles spécialisés et l'identification des espèces animales et végétales présentes sur le territoire. Selon les chroniques, note Rossells, le régime alimentaire dans les Andes préhispaniques était principalement herbacé et végétarien, bien que la consommation de viandes provenant de différentes zones écologiques soit également enregistrée.
Dans l'Historia del Nuevo Mundo, le chroniqueur espagnol Bernabé Cobo cite le cochon d'Inde, connu sous le nom de conejillo de Indias, comme l'un des animaux comestibles consommés vers le XVIIe siècle aux Amériques, avec la perdrix, la tourterelle, le dindon, le nandou, entre autres. Cobo situe l'élevage et la consommation domestiques du cochon d'Inde dans les vallées andines du continent américain. Cobo souligne que les habitants des zones andines ne possédaient « aucun autre animal apprivoisé et domestique que des cochons d'Inde et des dindes ».
En plus de nommer l'animal dans une série d'énumérations d'espèces que les indigènes de la région avaient domestiquées, Cobo consacre un chapitre de son livre à la description des caractéristiques morphologiques du cochon d'Inde, ainsi qu'à ses utilisations en médecine traditionnelle et, surtout, à sa valeur gastronomique : « Les Indiens mangent ce petit animal avec sa peau, en l'épluchant seulement comme s'il s'agissait d'un porcelet, et c'est un aliment très savoureux pour eux ; et ils en font habituellement un ragoût entier, après avoir enlevé le ventre, avec beaucoup de piment et des cailloux lisses de la rivière, qu'ils appellent calapurca, ce qui signifie, en langue aymara, cailloux du ventre, parce que dans ce ragoût ils mettent les cailloux dans le ventre du cochon d'Inde ; les Indiens apprécient ce ragoût plus que n'importe quel autre des délicats que font les Espagnols ».
En ce qui concerne la consommation de cuy (ou k'uysi) dans les Andes à l'époque préhispanique, le linguiste aymara Félix Layme fait une distinction entre le cuy et le lapin de Garenne, en aymara wank'u,. Cependant, Bernabé Cobo affirme qu'il s'agit du même animal avec des noms différents : « Le cochon d'Inde est un animal tellement fertile qu'il met bas tous les deux mois, et à chaque naissance, il donne naissance à six ou huit rejetons, parfois plus et parfois moins. Il est appelé hutía dans la langue de l'île espagnole, et dans les deux langues générales du Pérou ; cuy, chez les Quichua ; guanco, chez les Aymara.

## Caractéristiques
La recette de Nelly de Jordán, dans son livre Arte culinario de Bolivia (1962), publiée dans la compilation de recettes de l'Antología de gastronomía boliviana (2018), détaille qu'il s'agit d'un plat à base de viande de lapin bouillie avec des herbes pour former un bouillon. Les pommes de terre, les haricots verts et les oignons verts sont ensuite bouillis